# El Segundo
El Segundo és una ciutat dels Estats Units a l'estat de Califòrnia. Segons el cens del 2000 tenia 16.033 habitants.

## Demografia
Segons el cens del 2000, El Segundo tenia 16.033 habitants, 7.060 habitatges, i 3.911 famílies. La densitat de població era de 1.117,4 habitants/km².
Dels 7.060 habitatges en un 28,1% hi vivien nens de menys de 18 anys, en un 41,5% hi vivien parelles casades, en un 10% dones solteres, i en un 44,6% no eren unitats familiars. En el 34,3% dels habitatges hi vivien persones soles el 7,5% de les quals corresponia a persones de 65 anys o més que vivien soles. El nombre mitjà de persones vivint en cada habitatge era de 2,27 i el nombre mitjà de persones que vivien en cada família era de 3.
Per edats la població es repartia de la següent manera: un 22,7% tenia menys de 18 anys, un 6,2% entre 18 i 24, un 38,7% entre 25 i 44, un 22,9% de 45 a 60 i un 9,5% 65 anys o més.
L'edat mediana era de 36 anys. Per cada 100 dones de 18 o més anys hi havia 96 homes.
La renda mediana per habitatge era de 61.341 $ i la renda mediana per família de 74.007 $. Els homes tenien una renda mediana de 52.486 $ mentre que les dones 41.682 $. La renda per capita de la població era de 33.996 $. Entorn del 3,1% de les famílies i el 4,6% de la població estaven per davall del llindar de pobresa.

## Poblacions més properes
El següent diagrama mostra les poblacions més properes.